# Bajčetina
Bajčetina (cyr. Бајчетина) – wieś w Serbii, w okręgu szumadijskim, w gminie Knić. W 2011 roku liczyła 32 mieszkańców.